# خدمات عمال الرايخ
خدمات عمال الرايخ Reichsarbeitsdienst ؛ RAD) هي منظمة كبرى تأسست في ألمانيا النازية كوكالة للمساعدة في تخفيف آثار البطالة على الاقتصاد الألماني، وإعداد القوى العاملة عسكريا وتلقينها الإيديولوجية النازية. كانت الخدمة الرسمية الحكومية للعمل، مقسمة إلى أقسام منفصلة للرجال والنساء.
من يونيو 1935 فصاعدًا، ربما خدم الرجال الذين تتراوح أعمارهم بين 18 و 25 عامًا قبل ستة أشهر من الخدمة العسكرية. خلال الحرب العالمية الثانية، شملت الخدمة الإلزامية أيضًا شابات وطورت RAD لتشكيل إضافي قدم الدعم للقوات المسلحة الفيرماختية.

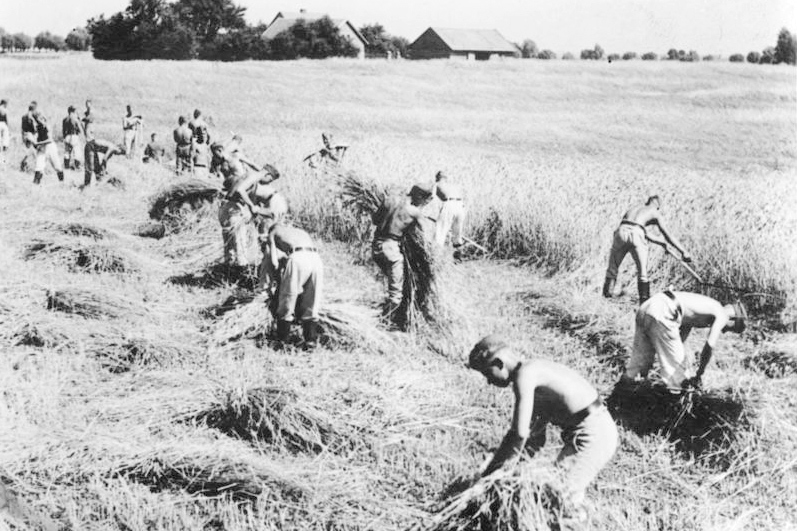
أعضاء RAD العاملين في هذا المجال، بروسيا الشرقية، 1938

## مؤسسة
خلال فترة الكساد الكبير، أنشأت الحكومة الألمانية لجمهورية فايمار بقيادة المستشارة هاينريش برونينج بموجب مرسوم الطوارئ، Freiwilliger Arbeitsdienst («الخدمة التطوعية»، FAD) في 5 يونيو 1931، قبل عامين من صعود الحزب النازي إلى الإمساك بزمام السلطة الوطنية. قدمت منظمة التوظيف التي ترعاها الدولة خدمات لمشاريع تحسين الأراضي والأراضي، من 16 يوليو 1932 برئاسة فريدريش شراب في الرتبة الرسمية ل الرايخسوميسار . كانت فكرة الخدمة الإلزامية الوطنية شائعة للغاية، خاصة في الأوساط اليمينية، ولكن كان لها تأثير ضئيل على الوضع الاقتصادي.
تم تبني هذا المفهوم من قبل أدولف هتلر، الذي استولى على السلطة في عام 1933 في منصب وزير الدولة كونستانتين هيرل في وزارة العمل لرايخ. كان هيرل بالفعل عضوًا رفيع المستوى في الحزب النازي ورئيسًا لمنظمة العمل الحزبية، Nationalsozialistischer Arbeitsdienst أو الحزب النازي. طوّر هيريل مفهوم منظمة خدمة عمالية شبيهة بجيش الرايخسفور، بهدف تنفيذ خدمة إجبارية. يعني تهربًا من اللوائح التي حددتها معاهدة فرساي لعام 1919، وتم الحفاظ على الطوعية في البداية بعد احتجاجات مؤتمر جنيف العالمي لنزع السلاح.

## الحرب
تم تصنيف RAD كـ Wehrmachtgefolge (قوة الدفاع التالية). القوات المساعدة التي تتمتع بهذا الوضع، رغم أنها ليست جزءًا من القوات المسلحة نفسها، قدمت مثل هذا الدعم الحيوي الذي منحهم الحماية بموجب اتفاقية جنيف.
قبل اندلاع الحرب العالمية الثانية مباشرة، تم دمج جميع وحدات RAD-Abteilung الموجودة في RAD / M تقريباً في وحدات Bautruppen (قوات البناء) في هيير لا كوسيلة لزيادة أعدادها بسرعة أو في حالات قليلة تم نقلها إلى لوفتفافه لتشكيل أساس وحدات البناء الجديدة في زمن الحرب لتلك الخدمة. تم تشكيل وحدات جديدة بسرعة لتحل محلها.
خلال الحرب الفترة المبكرة من الحملة على النرويج والحملات على الجبهة الغربية، انخرط مئات من وحدات RAD في تزويد قوات المواجهة بالطعام والذخيرة، وإصلاح الطرق التالفة وبناء وإصلاح مهابط الطائرات. طوال فترة الحرب، شاركت RAD في العديد من المشاريع.  قامت وحدات خدمات عمال الرايخ ببناء تحصينات ساحلية (عمل العديد من رجال خدمات عمال الرايخ على الجدار الأطلسي)، وزرعوا حقول الألغام، والتحصينات المأهولة، وحتى ساعدوا في حراسة المواقع الحيوية والسجناء.

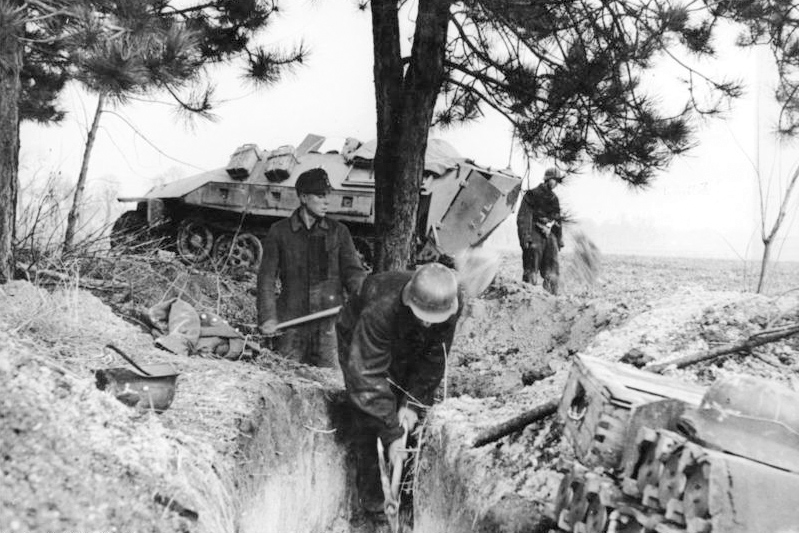
أعضاء RAD يحفرون خندقًا لبطارية دفاع جوي في مارس 1945

لم يقتصر دور RAD على وظائف الدعم القتالي. تلقت مئات من وحدات RAD تدريبات كوحدات مضادة للطائرات وتم نشرها كبطاريات دفاع جوي.  كما قامت العديد من وحدات خدمات عمال الرايخ بالقتال على الجبهة الشرقية كمشاة. خلال الأشهر الأخيرة من الحرب، شكل رجال خدمات عمال الرايخ 6 وحدات رئيسية على خط المواجهة، شاركوا في قتال عنيف. على الجبهة الغربية، تم استخدام قوات خدمات عمال الرايخ كتعزيزات للفيلق الهندسي التاسع (SS-Captain Moeller) في القتال لاستعادة الطرف الشمالي لجسر أرنهيم من المظليين البريطانيين. حدث هذا أثناء ماركت جاردن في سبتمبر 1944. ولوحظ أن خدمات عمال الرايخ ليست لديها خبرة قتالية. وخلص تقرير SS-Captain Moeller إلى أن: «هؤلاء الرجال كانوا متشككين ومترددين في البداية، وهو أمر لم يكن مفاجئًا. لكن عندما وضعوا في المكان المناسب، ساعدونا كثيرًا؛ وفي الوقت الذي اندمجوا فيه بالكامل، وأصبحوا رفاقاً جيدين وموثوقين». خسائر هذه القوات كانت بالمئات.